# Mäurer & Wirtz

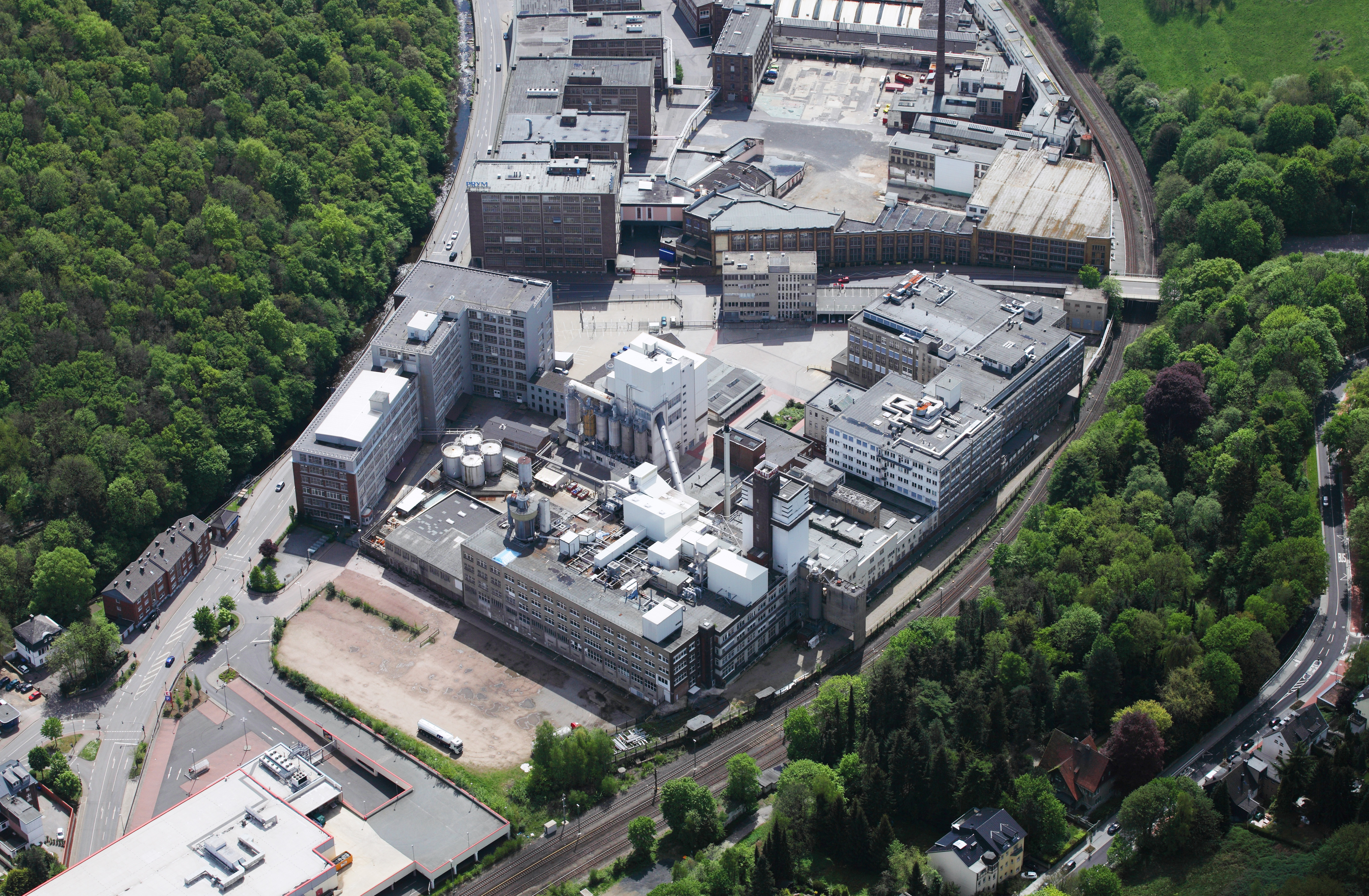
Luftaufnahme Zentrale Stolberg

Mäurer & Wirtz, gegründet von Ernst Mäurer und Andreas August Wirtz 1845 als Seifenfabrik in Stolberg, ist ein Familienunternehmen zur Herstellung von Produkten im Duft- und Pflegebereich und seit 1990 eine eigenständige Tochtergesellschaft der Dalli-Werke. Mäurer & Wirtz gilt als einer der größten Dufthersteller Deutschlands.
Sitz und Produktionsstandort ist Stolberg in der Städteregion Aachen mit ca. 300 Mitarbeitern. 
Hauptmärkte sind Deutschland, die Schweiz, Österreich, die Benelux-Staaten, Zentral- und Osteuropa, Lateinamerika, Südostasien, China, Indien und der Nahe und Mittlere Osten. Vertriebspartner sind der Parfümerie- und Drogeriefachhandel, Kaufhäuser und Warenhäuser, Drogerie- sowie Verbrauchermärkte und der Online-Handel.

## Geschichte

### 1845 bis 1883
Die Geschichte des Familienunternehmens geht auf Michael Mäurer und seinen Stiefsohn Andreas August Wirtz zurück, die am 24. November 1845 eine Seifensiederei in Stolberg gründeten und am 19. Mai 1851 ihre Konzession für den Betrieb erhielten.
Zunächst wurden ausschließlich Schmierseifen, Kernseifen und Walkseifen für die Textilindustrie sowie Feinseifen in einer Kolonialwarenhandlung für den lokalen Markt verkauft. Mit der Zeit etablierten sich die Produkte auch im Rheinland und später im nahen Ausland (vor allem Benelux und Frankreich); 1867 wurde beispielsweise die Tuchfabrik Aachen mit Walkseife beliefert. Zudem wurden kurz darauf Seifenprodukte mittels Lizenzvereinbarungen in Paris und in San Francisco vertrieben.
Im Jahre 1884 begann die Produktion von Waschpulver, und um die Jahrhundertwende wurden erste Warenzeichen eingetragen; so wurde beispielsweise die Marke „Dalli“ im April 1884 vom Kaiserlichen Patentamt bestätigt.
Andreas August Wirtz’ Witwe, Apollonia Wirtz, erwarb am 22. Dezember 1888 von der Stadt Stolberg ein größeres Areal mit dem ehemaligen Kupferhof Grünenthal. Durch den neu erworbenen Platz konnten nun auch größere Siede- und Laugenkessel zur Produktionssteigerung angeschafft werden. 1901 löste die neu entwickelte Dampfbeheizung die damaligen Siedekessel ab. 1913 wurden an einem neuen Standort Gebäude mit direktem Bahnanschluss errichtet. Zudem wurde ein Zweighaus in Düsseldorf eröffnet. 1925 beschäftigte das Unternehmen rund 400 Mitarbeiter.

### 1938 bis 1945
1938 übernahm das Unternehmen den Berliner Seifenvertrieb Döring Werke AG sowie die Wiener Parfümerie Riva, welcher daraufhin ebenfalls ein fester Produktionsstandort wurde.
Während des Zweiten Weltkriegs sollen in dem Betrieb in Stolberg auch Kriegsgefangene aus Osteuropa, Belgien und den Niederlanden Zwangsarbeit verrichtet haben. Laut dem Historiker Thomas Müller unterhielten die Dalli Werke Mäurer & Wirtz in Stolberg auf ihrem Betriebsgelände in der Zweifaller Straße ein Zwangsarbeitslager.
Dort waren etwa 30 bis 40 sowjetische Kriegsgefangene interniert. Ein weiteres Lager gab es in der Zweifaller Straße 74 im Saal Ortmann. Dort befand sich ein Lager für 40 bis 70 zivile Zwangsarbeiter aus Belgien und den Niederlanden. Unklar ist, ob es sich um ein Lager handelte und wann es welchem Zweck diente. Möglich ist, dass es in wechselnder Funktion als Kriegsgefangenenlager und ziviles Zwangsarbeitslager diente. Denkbar sind aber auch zwei parallele Lager. In der Prämienstraße 93 wurde ein Zwangsarbeitslager für 70 bis 90 zivile Zwangsarbeiter aus Osteuropa unterhalten.

### 1945 bis 1989
Ab 1945 fanden, angestoßen durch den Geschäftsführer Jakob Chauvistré, Überlegungen zur Herstellung pharmazeutischer Präparate statt, welche im Labor der 1945 gegründeten Dalli-Werke weiterverfolgt wurden und im August 1946 zur Gründung der Pharmafirma Chemie Grünenthal führten.
1950 hatten die Dalli-Werke mehr als 1000 Mitarbeiter. Im selben Jahr entstanden unter dem Dach der Dalli-Werke Mäurer & Wirtz die eigenständigen Geschäftsbereiche Mäurer & Wirtz für Seifen und Körperpflege und Dalli für Waschpulver.
1951 wurde die Herrenkosmetik-Marke Tabac veröffentlicht, die zu den bekanntesten und erfolgreichsten Produkten von Mäurer & Wirtz zählt;
1952 wurde der Beiname Original hinzugefügt. Nach Angaben der Tageszeitung Die Welt wurden mehr als 85 Millionen Flaschen dieses Herrenduftes vertrieben.
1967 wurde eine neue Kosmetik- und Körperpflegeserie namens riar eingeführt, welche später wieder eingestellt wurde.

### Seit 1990

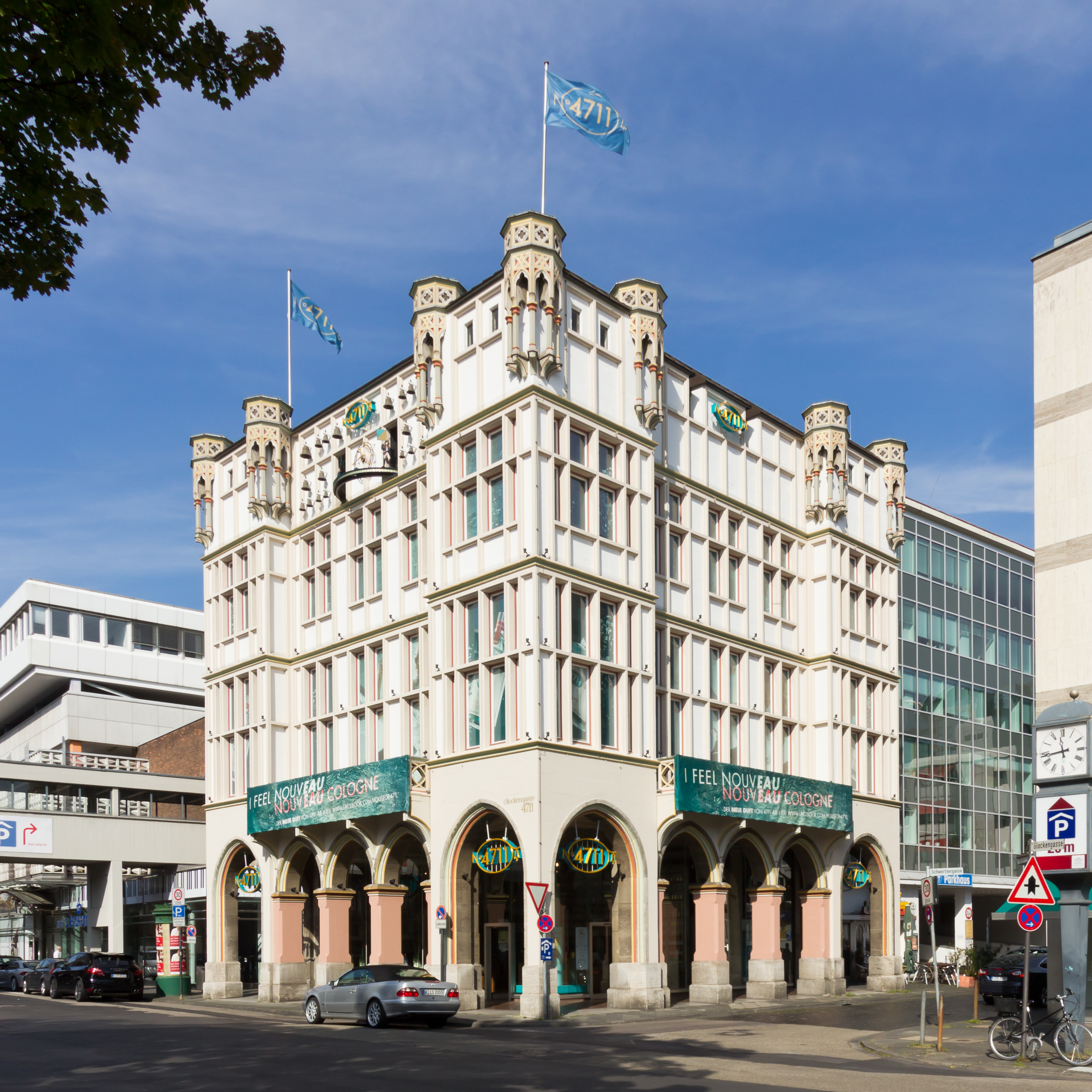
Dufthaus 4711, Köln

1990 entstand durch Umstrukturierung die Mäurer & Wirtz GmbH & Co. KG. als eigenständiges Tochterunternehmen der Dalli-Group. Das Unternehmen stellte inzwischen neben Wasch- und Seifenartikeln hauptsächlich Duftwässer und Kosmetika her. Seit 1992 wurden Produkte zunehmend mittels Lizenz-Vereinbarung hergestellt – z. B. Betty Barclay, Otto Kern und s.Oliver.
Im Jahre 2007 übernahm das Unternehmen die Parfümmarke 4711 inklusive des Kölner Stammhauses vom amerikanischen Konsumgüterkonzern Procter & Gamble.
Während der Markenübernahme wurden auch die Rechte an den Parfümmarken Tosca, Sir Irisch Moos und Extase von Mäurer & Wirtz erworben. Im November 2011 kam die Duftserie der Marken Baldessarini sowie von Windsor hinzu, welche später eingestellt wurde. Parallel dazu wurden auch weiterhin diverse Parfüm-Eigenmarken wie Les Destinations und Route 66 vom Unternehmen vertrieben.
Durch das Hochwasser 2021 musste die Produktion für mehrere Tage eingestellt werden.
2021 wurde mit dem Parfüm Orodion in Zusammenarbeit mit dem Influencer Justin Fuchs die erste D2C-Marke auf den Markt gebracht. 2022 entwickelte das Unternehmen eine Duftkollektion für die Marke Thom by Thomas Rath, die 2023 in den Handel kam und zunächst über den Teleshoppingsender HSE vertrieben wurde.
Ebenfalls 2023 übernahm Mäurer &Wirtz den Vertrieb der Duftsparte von Fila. Mäurer & Wirtz ist zudem Entwickler und Hersteller des Duftes Noles 14 der Marke Noles von Influencerin Farina Opoku, die Ende 2024 gelauncht wurde.
Im Januar 2025 übernahm das Unternehmen die Markenlizenz der Parfümsparte von Tom Tailor.

## Produkte und Marken
Zu Mäurer & Wirtz gehören unter anderem die Eigenmarken 4711, Tabac Original, Tosca, Sir Irisch Moos und Nonchalance, Les Destinations und Route 66, für die jeweils ein Sortiment an Parfums und anderen Pflegeprodukten angeboten wird. Weiterhin produziert das Unternehmen Produkte für Fremdmarken, wie s.Oliver, Otto Kern, Betty Barclay und Baldessarini sowie White-Label-Produkte, welche in hohen Stückzahlen für Discounter hergestellt werden. Mäurer & Wirtz vertreibt außerdem D2C- und Lifestyle-Marken wie Orodion und Thom by Thomas Rath.

## Unternehmensstruktur

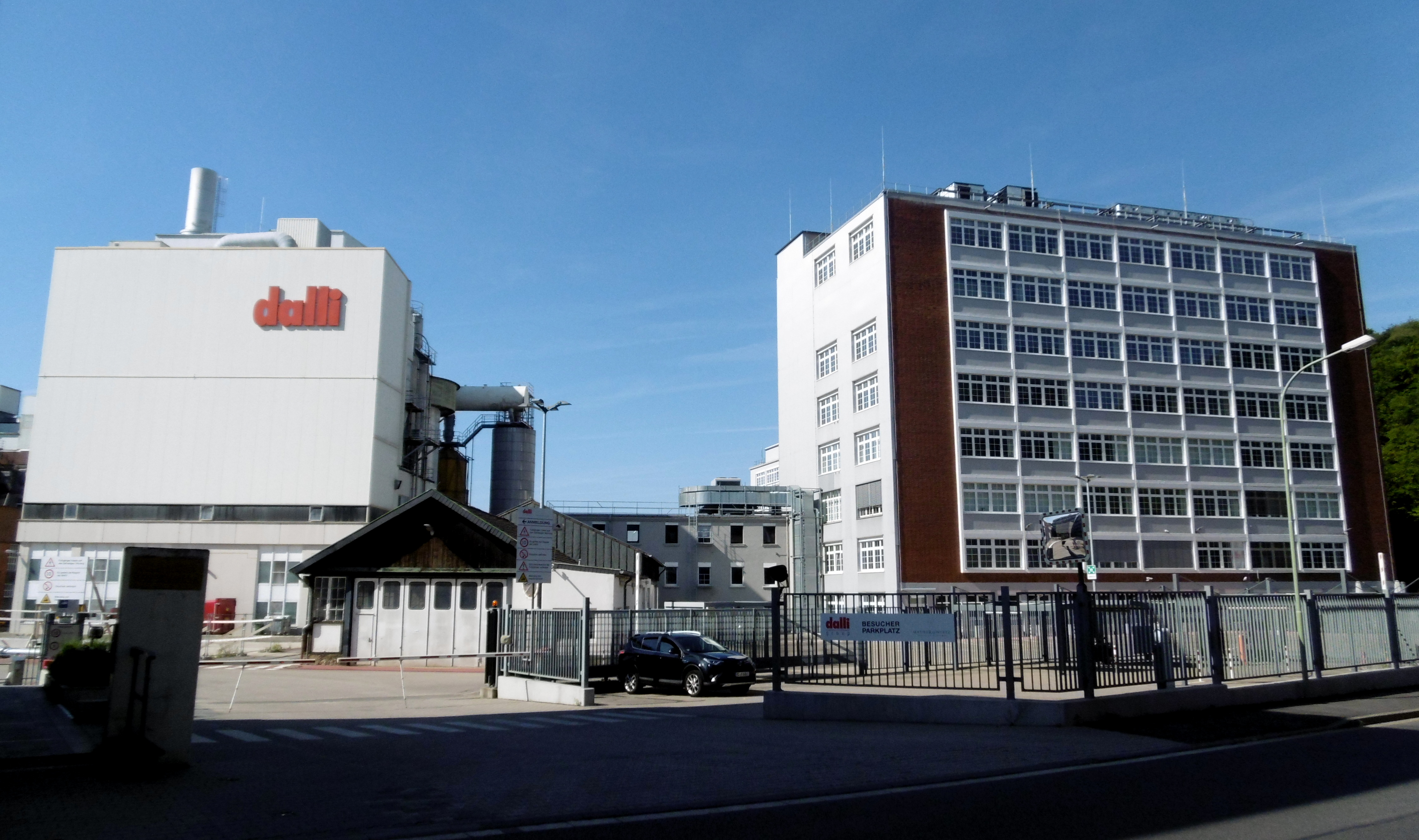
Dalli-Group

Die Mäurer & Wirtz GmbH & Co. KG wurde 1990 in das Handelsregister eingetragen und gilt als operative Gesellschaft von Mäurer & Wirtz. Geschäftsführer des Unternehmens sind Stephan Kemen (seit 2020) und Richard Espenhahn (seit 2024).
Das Unternehmen beschäftigt mehr als 300 Mitarbeiter und erlöste im Geschäftsjahr 2023 rund 222 Millionen EUR.
Als Vertriebsunternehmen firmieren mehrere Gesellschaften, wie z. B. Théany Cosmetic GmbH, Cosmeurop Parfums GmbH, LC Luxury Cosmetics GmbH, s.Oliver Cosmetics GmbH, LC Lifestyle Cosmetics GmbH, Comma Cosmetics GmbH, M & W Parfums + Accessoires GmbH, Otto Kern Cosmetics GmbH und House of 4711 GmbH.
Die Mäurer & Wirtz GmbH & Co. KG gehört als eigenständiges Unternehmen zur Dalli-Group (Dalli-Werke GmbH & Co. KG) und veröffentlicht keinen eigenen Jahresabschluss, sondern wird konsolidiert im Konzernabschluss der Dalli-Group aufgeführt.

## Auszeichnungen (Auswahl)
- 2024: German Brand Award für 4711 Acqua Colonia mit der „Winner“ Auszeichnung in der Kategorie Excellent Brands: Product Brand of the Year[31]
- 2023: Duftstars Award für 4711 Remix Exotic Paradise in der Kategorie Lifestyle Damen[32]
- 2023: Tina Ageless Beauty Award für Betty Barclay Wild Flower in der Kategorie Düfte[33]
- 2021: Duftstars Award für Remix Cologne 2020 (4711) in der Kategorie Lifestyle[34]
- 2021: Tina Ageless Beauty Award für Acqua Colonia Lychee & White Mint (4711)[35]
- 2020: Prix de Beauté für Acqua Colonia Intense in der Kategorie Damenduft Premium[36]
- 2020: Duftstars Award für Floral Collection Rose (4711), Craftsman (Tabac Original) und Barber Truck (Tabac Original)[37]
- 2007: Preis für Wirtschaftskommunikation für die beste Online-Kommunikation[38]
- 2003: Euregio-Filmpreis für einen Werbespot von Tabac Original[39]